# Frans De Schutter
Frans De Schutter, né le 22 avril 1870 à Boom et mort le 9 novembre 1951 fut un homme politique flamand, membre du parti ouvrier belge.
Il fut employé, travailleur du cuivre et membre du conseil communal (1921-46), aussi bourgmestre de Boom (1921-38). Il fut élu député de l'arrondissement d'Anvers à la Chambre des Représentants (1912-46).